# Gletscherkessel Präg

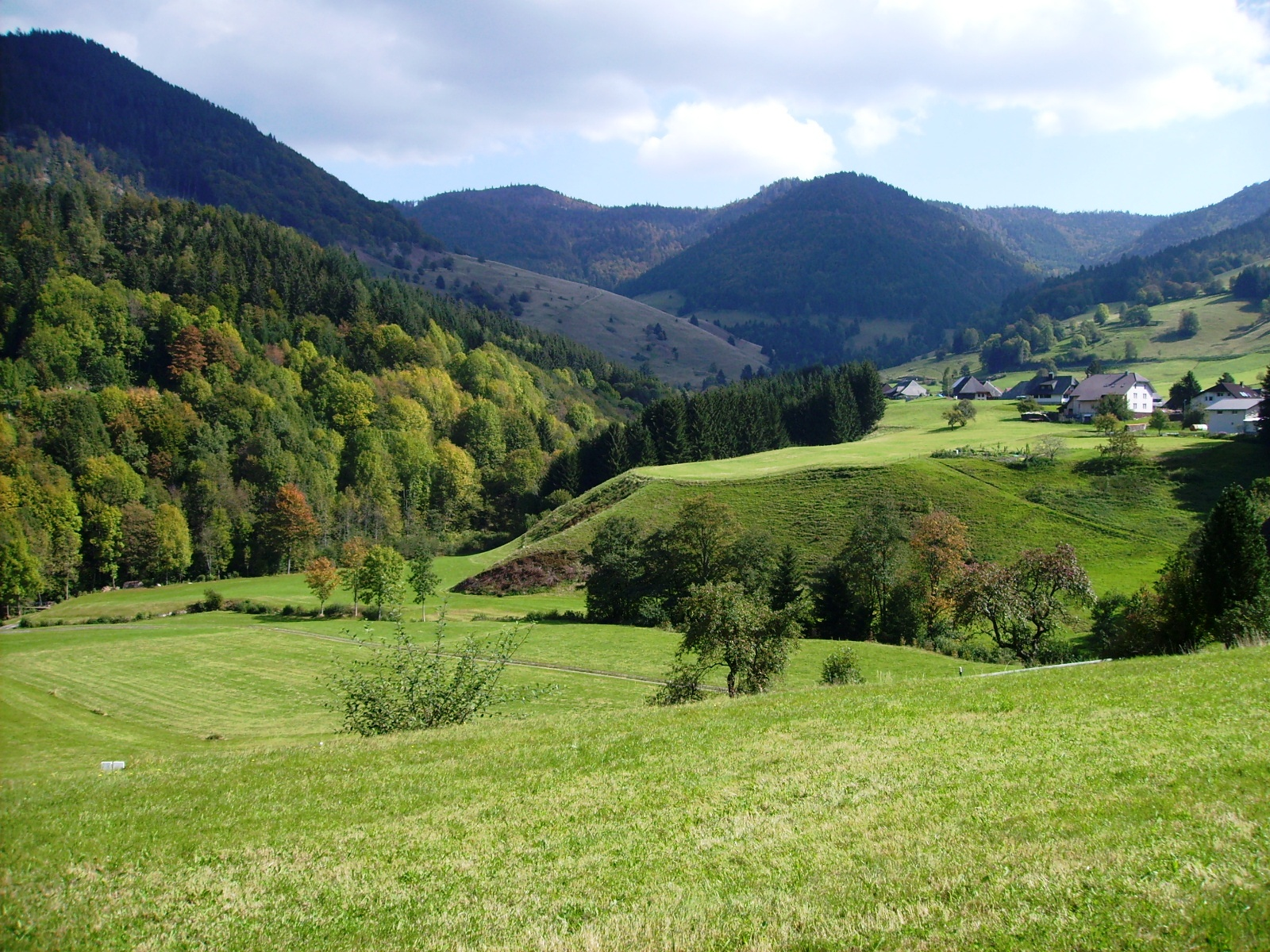
Blick auf die Terrassen am Talboden

Blockhalde

Der Gletscherkessel Präg ist ein steilwandiger Talkessel im Verlauf des Prägbachtales im Hochschwarzwald. Er gehört zum Landkreis Lörrach in Baden-Württemberg und ist ein Naturschutzgebiet.

## Naturräumliche Charakteristik
Bei der zur Stadt Todtnau gehörenden Ortschaft Präg knickt das Prägbachtal scharf um rund 100° nach rechts (Nordwesten) ab, wobei der Bach den Ellbogen, eine zentrale Erhebung, an drei Seiten in enger Kerbe umfließt. Die vielen in diesem Bereich einmündenden kurzen Seitentäler bilden zusammen den Talkessel. Der ohnehin stark ausgeprägte eiszeitliche Formenschatz des Prägbachtals mit U-förmigem Querschnitt und deutlichen Talstufen mit Wasserfällen hat hier seinen Höhepunkt. Scharen von Rundhöckern und zahlreiche, teils steilhängige Moränenwälle mit einst gletscherbegleitenden Flankengerinnen gliedern den Talkessel, dessen Steilhänge großflächig von Blockhalden bedeckt sind. Das Dorf Präg liegt auf einer Kames-Terrasse. Drei kleine Seen (Präger Seen) und zahlreiche große Findlinge sind weitere Zeugen der Vergletscherung.
Zuletzt während der Würm-Kaltzeit (vor 115.000 bis 10.000 Jahren) stießen hier – für deutsche Mittelgebirge einmalig – sechs Gletscher aufeinander. Im Hochglazial erreichte das Eis eine Mächtigkeit von stellenweise über 500 Metern, dem würmzeitlichen Maximalwert für den Schwarzwald. Ein Grund für diese Eismächtigkeit war die Hemmung des Gletscherabflusses durch den Gletscher im Wiesental, der im Bereich des plateauartigen Feldberg-Gletschers seinen Anfang nahm. Der heutige Talboden liegt auf 600 bis 700 m ü. NHN, die den Talkessel umgebenden Höhen auf bis zu 1309 m ü. NHN (Blößling, Hochkopf).
Die Täler, die von den Gletschern ausgehobelt wurden, laufen sternförmig aufeinander zu:
- Tal des Prägbaches aus Richtung Nordost
- Tal des Schweinebächles aus Richtung Ostnordost
- Tal des Hinteren Wildbodenbächles aus Richtung Ostsüdost
- Tal des Vorderen Wildbodenbächles aus Richtung Süd[2]
- Tal des Weißenbaches aus Richtung Südsüdwest
- Tal des Eulenbächles aus Richtung Westsüdwest

## Pflanzen- und Tierwelt
Das Gebiet um den Gletscherkessel weist eine interessante Pflanzen- und Tierwelt auf. Auf den extensiv bewirtschafteten Weiden findet man seltene und gefährdete Arten wie Arnika und verschiedene Orchideen (unter anderem das Gefleckte Knabenkraut). Es kommen nahezu alle in der FFH-Liste zu schützender Moose und Farne Baden-Württembergs vor; erwähnenswert ist besonders Rogers Goldhaarmoos (Orthotrichum rogeri), das hier seinen europäischen Verbreitungsschwerpunkt hat.
Die seltene Zippammer kommt hier ebenso vor wie das Auerhuhn, der Raufußkauz und der Schwarzspecht. Zu den im Gebiet vorkommenden Insekten gehören der Wachtelweizen-Scheckenfalter und der Warzenbeißer.

## Naturschutz
Das am 27. Juni 1994 vom Regierungspräsidium Freiburg auf den Gemarkungen von Todtnau, Tunau und Schönau ausgewiesene Naturschutzgebiet mit dem Präger Gletscherkessel im Zentrum ist mit einer Fläche von 2867 Hektar nach dem Feldberggebiet das zweitgrößte Naturschutzgebiet Baden-Württembergs und Teil des FFH-Gebietes Gletscherkessel Präg und Weidfelder im Oberen Wiesental.
Viele Tiere und Pflanzen leben in halboffener Landschaft, die allerdings zunehmend verbuscht infolge des Rückgangs der Weidewirtschaft. Daher werden von der Naturschutzverwaltung in Zusammenarbeit mit dem Weide- und Landschaftspflegezweckverband Südschwarzwald sowie den örtlichen Vereinen Entkusselungen – im Schwarzwald Enthurstungen genannt – durchgeführt.

## Belege
1. ↑  Stefan Kostrzewa: Skalendifferenzierende Auswirkungen großflächiger Beweidung auf die Artenvielfalt des Südschwarzwaldes, Punkt 2.3 Klima, Geologie, Geomorphologie, Boden (Dissertation) (PDF; 11,4 MB)
2. ↑  Lage der beiden Bäche Vorderes und Hinteres Wildbodenbächle auf: Daten- und Kartendienst der Landesanstalt für Umwelt Baden-Württemberg (LUBW) (Hinweise)
3. ↑  Naturschutzgebiet Gletscherkessel Präg - Wandern & Wiesen 🌳🦎. Abgerufen am 3. Dezember 2019 (deutsch).
4. ↑  Natura-2000-Managementplan (MaP) Gletscherkessel Präg / Weidfelder im Oberen Wiesental